# Paavo Kaarlehto
Paavo Hannu Kalervo Kaarlehto, född 4 augusti 1928 i Janakkala, död 22 augusti 1992 i Helsingfors, var en finländsk diplomat och lantbruksekonom.
Kaarlehto blev agronomie och forst doktor 1958 på en uppmärksammad avhandling om kooperationens ekonomiska teori. Han blev 1952 forskare vid Lantbrukets ekonomiska forskningsanstalt och avancerade 1960 till chef för dess marknadsforskningsavdelning. Han blev snart en av landets mest ansedda lantbruksekonomiska experter som framträdde även internationellt och var på 1950- och 60-talet verksam vid Helsingfors universitet, bland annat som professor 1966–1967. 
Kaarlehto rekryterades 1969 till Utrikesförvaltningen som specialist på mellanfolklig handelspolitik och var under förhandlingarna om EEC-avtalet en central förhandlare från finländsk sida. Han var därefter 1974–1975 ambassadör i Buenos Aires och 1975–1981 i Genève samt 1981–1985 i Bryssel. Efter att 1985–1990 ha tjänstgjort som handelspolitisk statssekreterare vid Utrikesministeriet avslutade han sin bana som ambassadör i Bern.

## Utmärkelser
- Kommendörstecknet av Finlands Lejons orden,  1972[1]
- Kommendörstecknet av I klass av Finlands Lejons orden,  1978[1]
- Stara Planina-orden,  1985[1]
- Storkors av Kronorden,  1985[1]
- Hederstecken i silver och band av Österrikiska republikens förtjänstorden,  1986[1]
- Ungerska folkrepublikens Stjärnans orden,  1987[1]
- Kommendörstecknet av I klass av Finlands Vita Ros’ orden,  1988[1]
- Kommendör av Leopolds II:s orden[2]

[Redigera Wikidata]